# Ovečka Shaun ve filmu
Ovečka Shaun ve filmu (v anglickém originále Shaun the Sheep Movie) je britský animovaný film z roku 2015. Režisérem filmu je duo Mark Burton a Richard Starzak. Hlavní role ve filmu ztvárnili Justin Fletcher, John Sparkes a Omid Djalili.